# Терни (Лубенський район)
Терни́ — село в Україні, в Лубенській громаді Лубенського району Полтавської області. Населення становить 471 осіб (2011 р.). Колишній орган місцевого самоврядування — Михнівська сільська рада.

## Географія

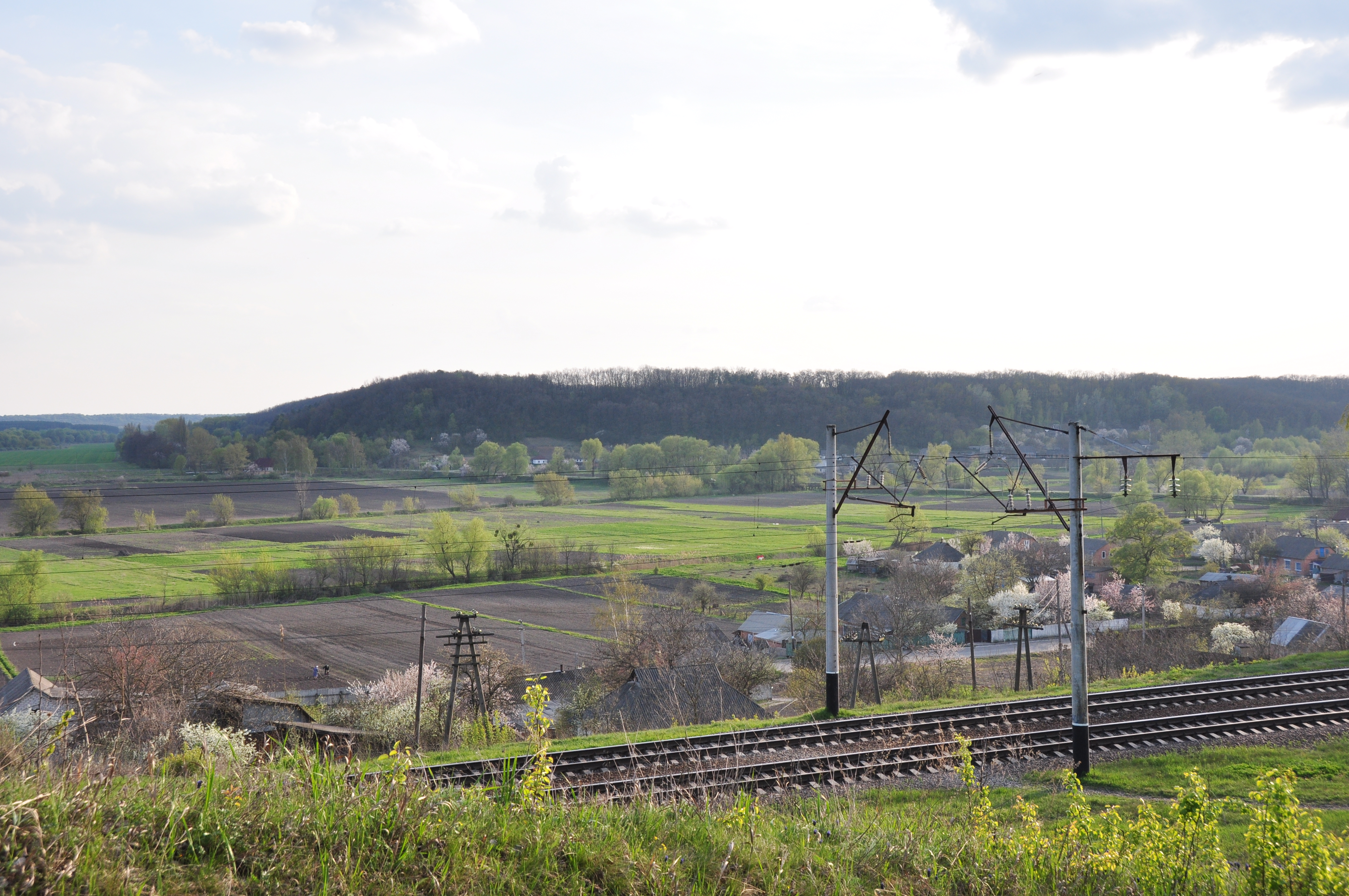
Вид на с. Терни з півночі

Село з півночі межує з районним центром — Лубнами, колишня частина села, так звані Горяни вже включена до території міста. На даний час Терни від Лубен відділяє лише Південна залізниця. На південь від Тернів на відстані близько 2 км розташоване с. В'язівок, на схід, за Сулою — Засулля і Солониця, на захід — Кононівка і Чуднівці.
Село розташоване на правому березі р. Сули і на обох берегах правобережної її притоки — р. Булатець, більш відомої під назвою Вонючка (Лубенські очисні споруди використовують її як стічну канаву, спускаючи в Сулу неочищені стоки з відповідним запахом).
Через село проходить Південна залізниця, зупинний пункт Терни.

## Походження назви та мікротопонімія

Зарості терну в ур. Казенний сад

Назва села походить від заростів терну (Prunus spinosa L.). Деякі частини села мають власні назви: Дубина, Левада, Горяни. Більшість мікротопонімів описують околиці села — Казенний Сад, Макушин яр, Якушенкове, Язвини, Морозове, Винниця, а також луги і урочища над Сулою: Березова, Підгірнє, Мирцеве, Холоша, Хатка, Захатка, Ковалівське, Крута, Росаднє, Лука, Дворецьке, Захрестя, Смижаль, Лисенкова, Помірки, Бабачева і т. д. В Тернах є два озера (стариці), які частково або повністю пересихають влітку — Криве і Мурне.
Деякі мікротопоніми, записані зі слів старожилів, тепер вже не вживаються, наприклад, Попова Руга, Інститутське, Морозове, Лабойки, Смижаль, Кринка.
Місцевість, де розміщені сучасні Горяни В. П. Милорадович згадує як «Тернівську толоку».

## Історія села

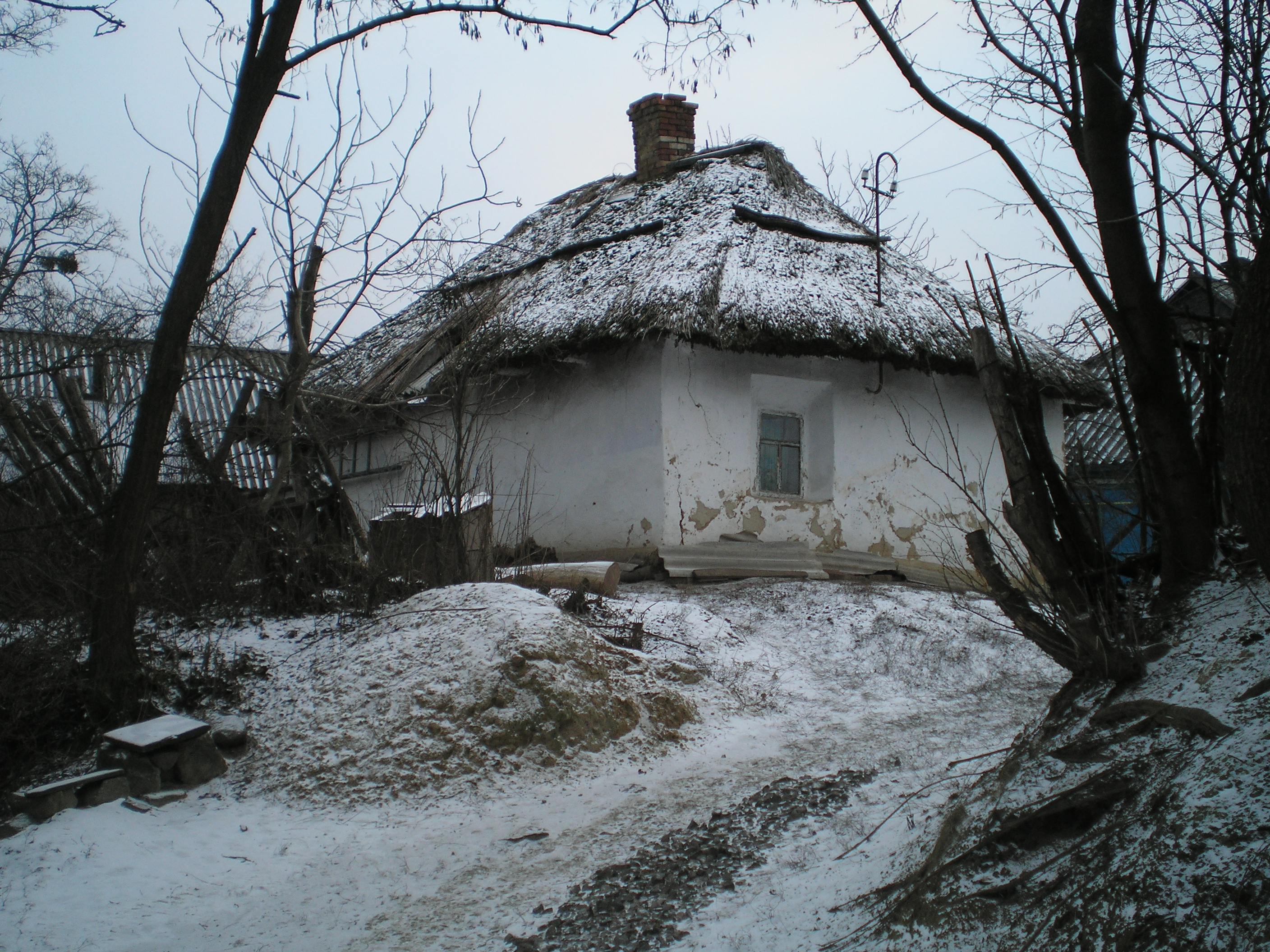
Одна з останніх тернівських мазанок

Найстаріша польська мапа, на якій позначено село Терний над р. Булатец (Atlas historyczny Rzeczypospolitej Polskiej «Ziemie Ruskie» Rzeczypospolitej) повстала зна рубежі XVI-XVII-го віків.
За часів Яреми Вишневецького Терни належали лубенському бернардинському монастирю. Католицькі монахи заклали в Тернах сад на 12-ти десятинах. Після втечі Вишневецького і знищення бернардинського монастиря, Терни за універсалом Б.Хмельницького 1657 р. віддані Мгарській обителі
В 1721 р. одночасно з відкриттям в Лубнах польової аптеки указом Петра І в Тернах та в Лубнах закладено два «аптечні городи» загальною площею 50 десятин.
1781 р. Терни згадуються як селище 2-ї Лубенської сотні, у якому налічувалось «30 хат посполитых владельческих, разночинческих и козачих подсуседков», а на 1787 р. було «134 душ казенныхъ людей»
1880 р. на прохання департаменту землеробства К. М. Скаржинська пожертвувала 30 десятин земельних угідь в с. Терни для побудови сільськогосподарської школи. Навчання в ній розпочалось 1891 р. 1929 р. школа реорганізовується у технікум лікарських і ароматичних рослин, а з 1950 p. — лісовий технікум.
1903 р. — Милорадович В. П. описує «деревеньку Терны, вязовскаго прихода, населенную 335-ю жителями». Він стверджує також, що «Терны зачалысь зъ Стешенкивъ зъ края села одъ Сулы, зъ ихъ розмножылысь».
12 червня 2020 року, відповідно до розпорядження Кабінету Міністрів України № 721-р «Про визначення адміністративних центрів та затвердження територій територіальних громад Полтавської області», село увійшло до складу Лубенської міської громади.
19 липня 2020 року, в результаті адміністративно - територіальної реформи та ліквідації Лубенського району(1923-2020), село увійшло до складу новоутвореного Лубенського району.

## Політика

### Парламентські вибори, 2019
На позачергових парламентських виборах 2019 року у селі функціонувала окрема виборча дільниця № 530531, розташована у приміщенні клубу.
Результати
- зареєстровано 356 виборців, явка 57,87%, найбільше голосів віддано за «Слугу народу» — 52,22%, за Радикальну партію Олега Ляшка — 9,36%, за Всеукраїнське об'єднання «Батьківщина» — 7,88%.[10] В одномандатному окрузі найбільше голосів отримав Фахраддін Мухтаров (самовисування) — 45,15%, за Анастасію Ляшенко (Слуга народу) — 16,50%, за Олексія Баганця (Всеукраїнське об'єднання «Батьківщина») — 5,83%[11].

## Населення
Згідно з переписом УРСР 1989 року чисельність наявного населення села становила 600 осіб, з яких 270 чоловіків та 330 жінок.
За переписом населення України 2001 року в селі мешкали 473 особи.

### Мова
Розподіл населення за рідною мовою за даними перепису 2001 року:
| Мова       | Відсоток |
| ---------- | -------- |
| українська | 96,39 %  |
| російська  | 3,61 %   |

## Культові об'єкти

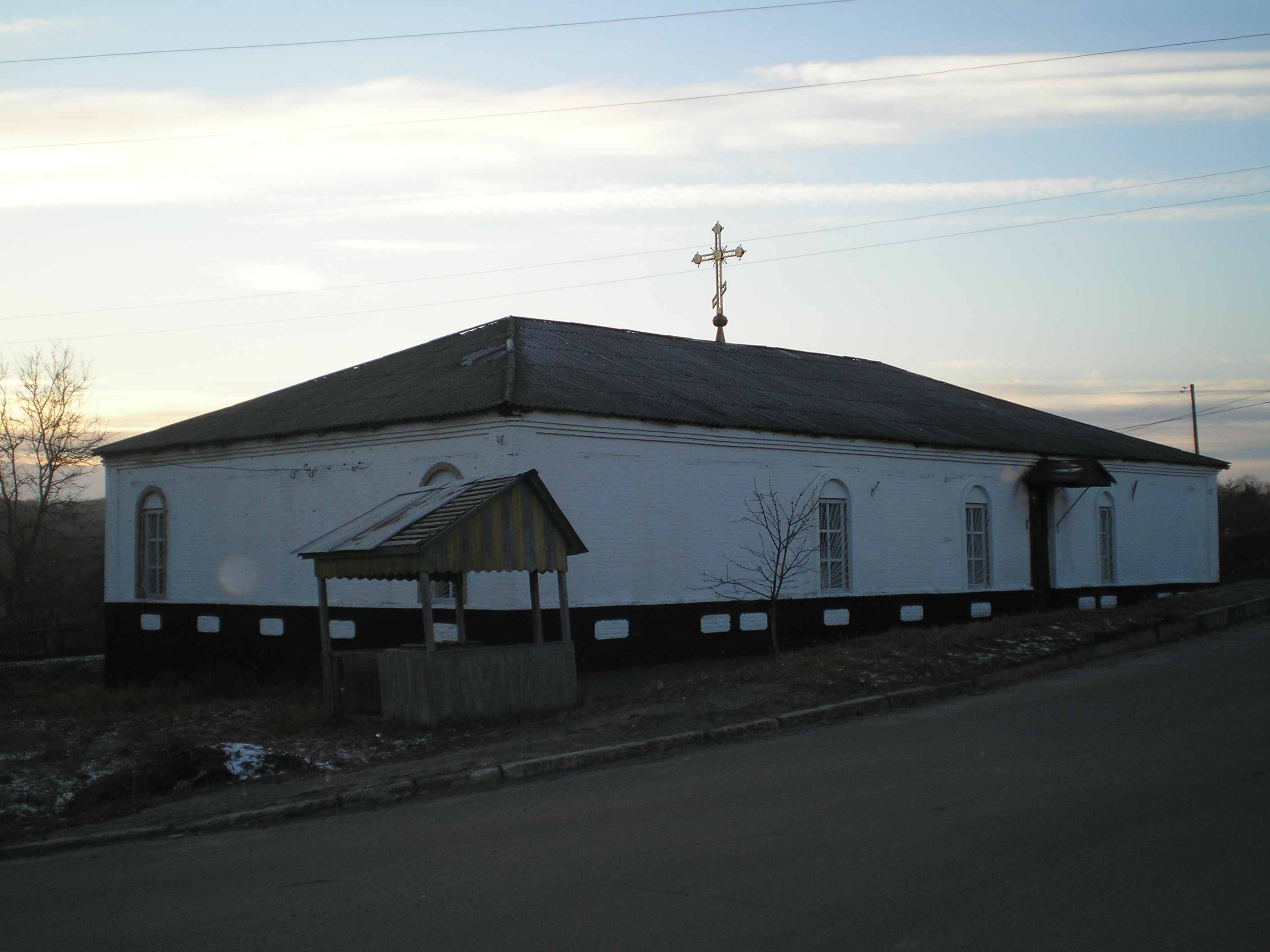
Церква св. ап. і євангелиста Івана Богослова

В селі з 2011 р. діє церква св. апостола і євангелиста Івана Богослова (Кременчуцька єпархія УПЦ (МП)). Престольне свято (храм) відзначається 21 травня. Церква міститься в пристосованому приміщенні, раніше тут була початкова школа.
Старожили згадують, що в селі була також освячена криниця біля Лисих гір в ур. Кринка (знищена при розширенні полотна Південної залізниці).

## Об'єкти соціального і культурного призначення

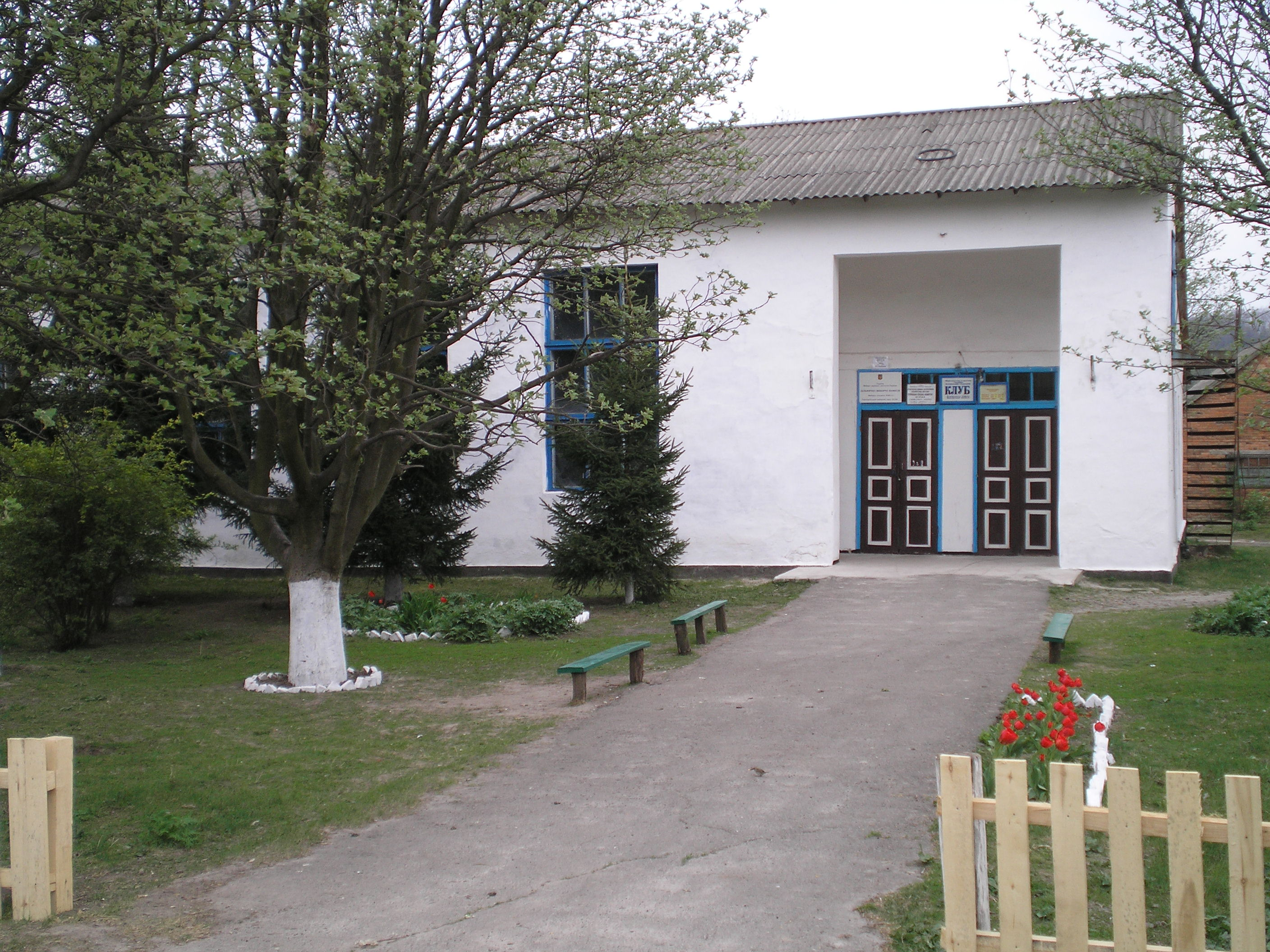
Сільський будинок культури

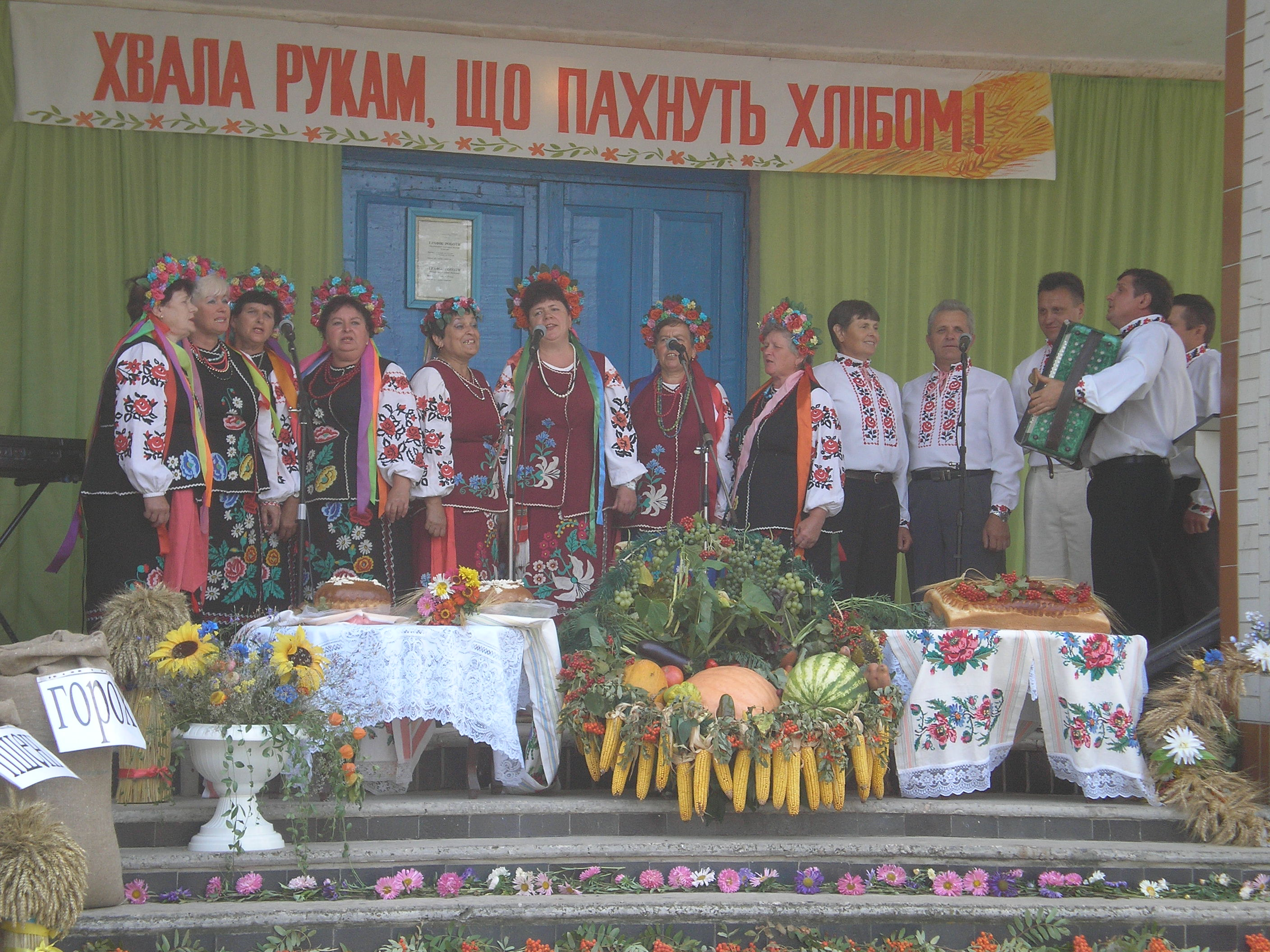
Ансамбль Тернівчанка

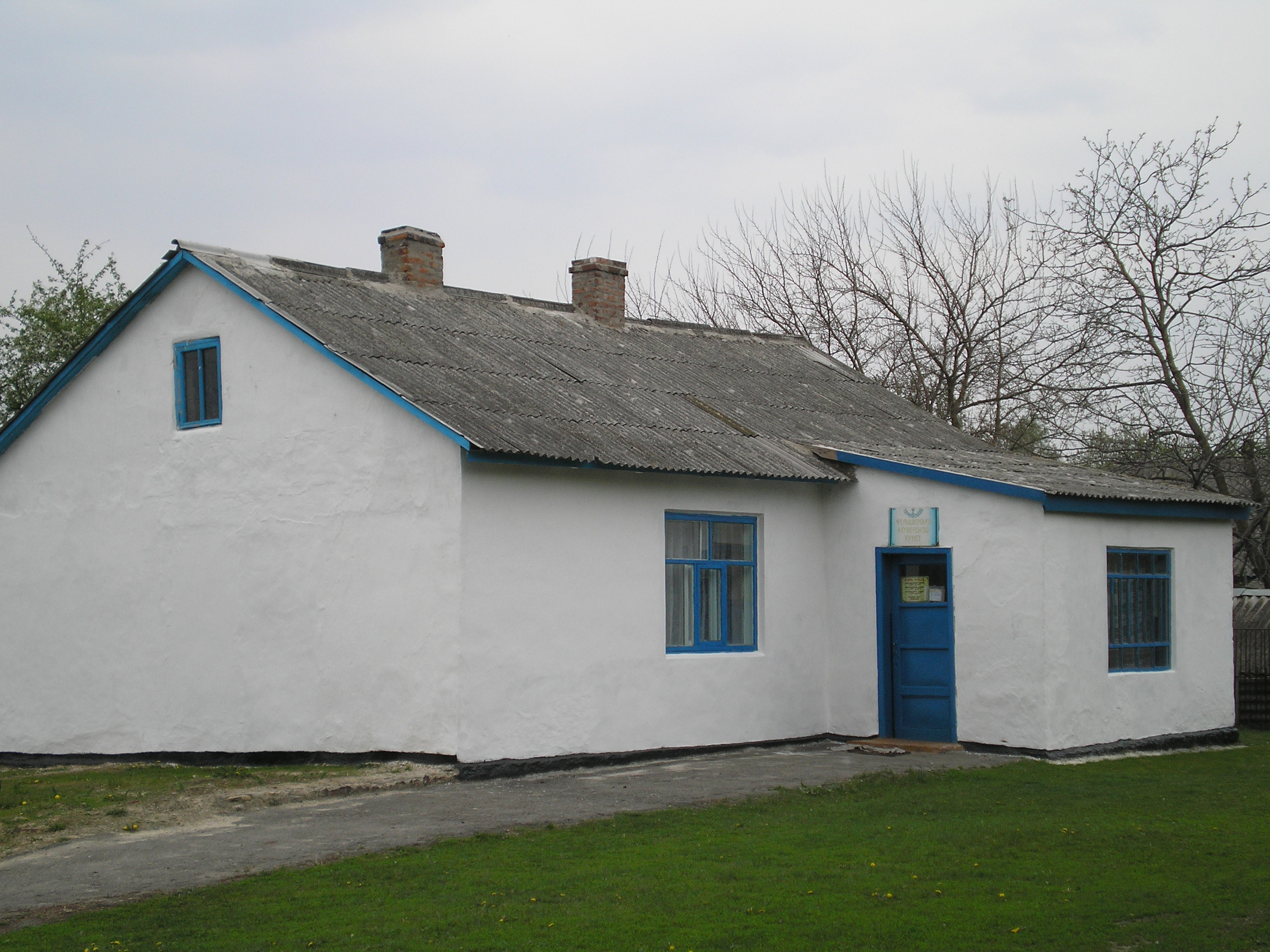
Фельдшерсько-акушерський пункт

В селі діє будинок культури (клуб). Раніше діяв також фельдшерсько-акушерський пункт (в даний час ліквідований).
При сільському будинку культури діє народний аматорський колектив «Тернівчанка»

## Археологічні та історичні пам'ятки
Неподалік села знаходиться урочище Лиса гора з кількома скіфськими курганами — археологічна пам'ятка місцевого значення.
В селі розташована братська могила радянських воїнів. Під час ІІ світової війни жителька с. Терни Бойко Агафія Іванівна знайшла вбитими двох невідомих солдатів в ур. Казенний сад і поховала їх на власному городі. Після війни на місці братської могили встановлено пам'ятник, а на місці городу створено невеличкий парк. Щорічно 9 травня тут відбувався урочистий мітинг і відправлялася панахида.

## Відомі уродженці села
В Тернах народилася українська поетеса Наталія Баклай.